# Thor Modéen
Thor Odert Folke Modéen (født 22. januar 1898 i Kungsör, død 28. maj 1950 i Stockholm) var en svensk skuespiller.

## Udvalgt filmografi
- 1950 - Fästmö uthyres
- 1948 - Kärlek och störtlopp
- 1945 - Fram för lilla Märta
- 1944 - Lilla helgonet
- 1941 - Stackars Ferdinand
- 1941 - Magistrarna på sommarlov
- 1940 - Swing it, magistern!
- 1940 - Kys hende
- 1940 - Med dej i mina armar
- 1939 – Landstormens lille Lotte
- 1937 - Pensionat Paradiset
- 1937 – Flaadens glade Gutter
- 1936 – 65, 66 og mig
- 1936 - Annonsera
- 1936 - Kungen kommer
- 1934 - En stilla flirt
- 1934 - Anderssonskans Kalle
- 1933 - Kära släkten
- 1933 - Augustas lilla felsteg
- 1933 - Två man om en änka